# عبد الكريم الخليفتي
عبد الكريم بن عبد الله الخليفتي العباسي الحنفي من بيت الخلافة اللذي انتقل من القاهرة إلى المدينة، عالم فاضل وفقيه بارع شاعر مفتي الأحناف في المدينة المنورة، ولد بها سنة 1070 هـ - 1659م، ونشأ بها، وأخذ بطلب العلم فأخذ عن الشيخ أحمد بن ناصر الدرعي وعبد الله أفندي البوسنوي وحسن أفندي البوسنوي والشيخ حسن التونسي والشيخ إبراهيم البيري والشيخ حسن العجيمي والأستاذ الشيخ عبد الغني النابلسي والشيخ محمد بن إبراهيم الدكدكجي والشهاب أحمد بن محمد النخلي والشيخ محمد بن سليمان المغربي محدث الحجاز وغيرهم وبرع وفضل حتى صار أفضل أهل بيته وله من التآليف رسالة اختار فيها ترجيح قول الامامين أبي يوسف ومحمد في حرمة توسد الحرير وافتراشه وله فتاوى وتحريرات أخر وله شعر لطيف ومن شعره قوله مقرظاً على رسالة للخطيب أبي الخير في مناقب أبي حنيفة رضي الله عنه وله غير ذلك من الأشعار والنظام والنثار
من مؤلفاته (نصيحة الظمآن بظاءات القرآن).

## شعره
من شعره غي مدح الإمام أبي حنيفة النعمان (مؤسس المذهب الحنفي):
جمـع يفـوق شقائـق النعمـان***حسنـاً بذكـر مناقـب النعمـان
نظمـت فرائـده أنامـل كامـل***أضحى له ذكـر عظيـم الشـأن
أعني أبا الخير المضارع أمـره***من قد مضى وعلا على كيـوان
الفاضل السامي بحسـن صفاتـه***أبدا علـى الأشكـال والأقـران
فرع نشا من دوحة المجـد التـي***سقيت بمـاء الفضـل والتبيـان
هو أحمد الحاوي لوزن الفضل مع***علمية جمعـت شريـف معانـي
عين الأفاضل مبتدأ خبـر الثنـا***عن كل ندب من بنـي الأزمـان
خطبته أبكـار العلـى فأجابهـا***وبه استقلت عـن حبيـب ثانـي
لا زال ذا الفرع العزيز وأصلـه***في عز فخـر عامـر الأركـان
ما قال من نظر الرسالة مادحـاً***جمـع يفـوق شقائـق النعمـان

## وفاته
توفي في المدينة المنورة سنة 1133 هـ - 1720م.